# Блешенка
Блешенка (рос. Блешенка) — річка в Україні у Семенівському районі Чернігівської області. Ліва притока річки Снов (басейн Десни).

## Опис
Довжина річки приблизно 10 км, найкоротша відстань між витоком і гирлом — 9,21  км, коефіцієнт звивистості річки — 1,09 . Формується багатьма безіменними струмками та загатами.

## Розташування
Бере початок в урочищі Вереси у хвойному лісі. Тече переважно на північний захід понад селом Мхи та через село Блешня і на північній стороні від села Баранівка впадає у річку Снов, праву притоку Десни.

## Цікаві факти
- Гирло розташоване на лінії державного кордону Україна-Росія[1].